# Mandra, der Zauberer
Mandra, der Zauberer (engl.: Mandrake the Magician) ist ein US-amerikanischer Comicstrip und dessen Hauptfigur, die 1934 von Lee Falk erfunden wurde.

## Inhalt
Mandra ist ein Illusionist, dessen Arbeit auf einer ungewöhnlich schnellen Hypnose-Technik basiert. Er gestikuliert hypnotisch und das Ziel seiner Hypnose sieht, was Mandra ihn sehen lassen will. In seiner Freizeit setzt Mandra seine Fähigkeiten ein, um gegen das Verbrechen vorzugehen. Dabei hilft ihm Lothar, ein entmachteter afrikanischer König. In dem schwarzen Magier Cobra findet Mandra seinen stärksten Gegner. Später verliebt sich Mandra in Prinzessin Narda vom Schlaraffenland (engl. Cockaigne). 

## Veröffentlichung
Der Comic erschien ab Juni 1934 in amerikanischen Zeitungen, der Vertrieb lag bei King Features Syndicate. Lee Falk schrieb die Geschichten und Phil Davis war für die Zeichnungen zuständig. Zunächst wurde es so dargestellt, dass Mandrake tatsächlich über magische Kräfte verfügt. Nach Protesten christlicher Organisationen reduzierte Falk seine Fähigkeiten auf Hypnose. Nach Davis Tod 1964 übernahm der Zeichner Harold Fredericks, der nach dem Tode Falks im Jahre 1999 auch das Schreiben der Geschichten übernahm. Längere Geschichten mit der Figur erschienen in Heften von Dell Comics und King Comics. Die Comics wurden in mehrere Sprachen übersetzt und erschienen unter anderem in Großbritannien, Italien, Brasilien, Spanien und der Türkei. In Italien erschienen in den 1950er Jahren Parodien auf Mandrake und andere frühe US-Comicstrips.
In deutschen Veröffentlichungen heißt die Figur „Mandra“ und erschien erstmals 1965 in zwei Heften beim Mauerhardt Verlag. 1967 bis 1968 erschienen sechs Hefte bei Semic Press unter dem Titel Mandra, der Zauberer und 1980 erschien eine Ausgabe Mandra, der Magier beim Condor Verlag. Die Strips erschienen außerdem in der Reihe „Buntes Allerlei“ und wurden in Zeitungen abgedruckt, so zum Beispiel seit 1949 in der Hamburger Morgenpost.

## Adaptionen
Die Figur wurde mehrfach in anderen Medien adaptiert. Das erste Mal in einer zwölfteiligen Filmserie von 1939, produziert von Columbia Pictures. 1940 bis 1942 folgte eine Radio-Sendung bei Mutual Broadcasting System mit der Figur und 1954 entstand eine Pilotfolge für eine Mandrake the Magician-Fernsehserie, die jedoch nie weiterproduziert wurde. 1979 entstand der Fernsehfilm Mandrake auf Grundlage des Comics. Ebenso in den 1970er Jahren wurde das Musical Mandrake the Magician and the Enchantress beim Lenox Arts Festival in Massachusetts gezeigt.
1986 machte der Comicverlag King Features Mandrake gemeinsam mit anderen Figuren seiner Comics wie Flash Gordon und Phantom zu einer der Hauptfiguren der Fernsehserie Defenders of the Earth – Die Retter der Erde. Im Gegensatz zu den Comics verfügt Mandrake in dieser Serie nicht nur über Hypnose-Techniken, sondern beherrscht tatsächlich Magie.